# Église Saint-Laurent du Lamentin

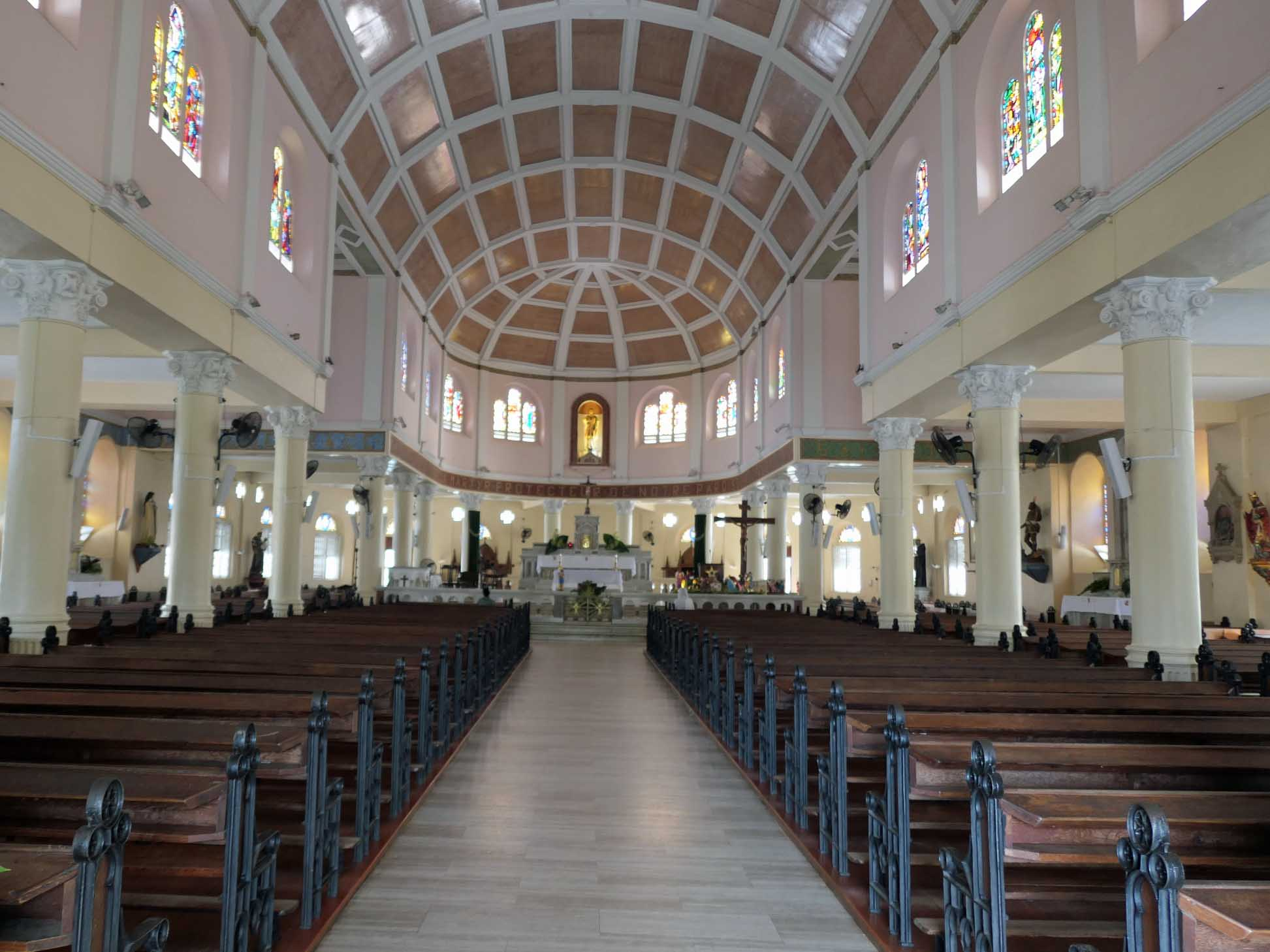
La Nef

L'Église Saint-Laurent du Lamentin est une église catholique située au Lamentin, en Martinique.

## Localisation
L'église est située au centre du bourg, rue Abbé Saffache sur la commune de Sainte-Anne.

## Historique
Érigée à la fin du XVIIe siècle, l'église Saint-Laurent (rue Schœlcher) a pris son allure actuelle au XIXe siècle et au XXe siècle. 	

## Description
L'église Saint-Laurent renferme des vitraux protégés sur l'inventaire national portant la signature des artisans d'art Dagran (Bordeaux) et Maumejean (Hendaye et Paris), ces derniers ornant à droite et à gauche les autels de saint Joseph et de la Vierge. De part et d'autre du porche, deux toiles monumentales du Père Arostéguy (1887-1956), auteur de nombreux portraits et scènes religieuses en Martinique comme en Guadeloupe, qui évoquent ici la mise au tombeau et la résurrection du Christ (1955).
À l'extérieur, les charmantes fontaines de la place de l'église (en dessous du quartier Calebassier) furent inscrites en 1995 sur l'inventaire supplémentaires des monuments historiques.
Les vitraux dus au maître verrier Dagrant et les encadrements de leurs fenêtres ont été inscrits au titre des monuments historique en 1995.